# 현수 (위상수학)

원(파란색)의 현수(검은색)는 구와 위상동형이다:.

대수적 위상수학에서, 위상 공간의 현수(懸垂, 영어: suspension)는 그 위상 공간에 단위 폐구간을 곱해, 양 끝을 각각 한 점으로 치환한 몫공간이다. 관련된 개념으로, 축소 현수(縮小懸垂, 영어: reduced suspension)는 현수보다 더 많은 점들을 동일화시킨 몫공간이다.
호몰로지와 호모토피 군 등 대수적 위상수학에서 쓰이는 개념들은 (축소) 현수에 대하여 자연스러운 성질들을 보인다.

## 정의

### 현수
{\displaystyle X}가 위상 공간이라고 하자. 그렇다면 {\displaystyle X}의 현수 {\displaystyle \mathrm {S} X}는 다음과 같은 몫공간이다.
{\displaystyle \mathrm {S} X=(X\times [0,1]/(X\times \{0\}))/(X\times \{1\})}
여기서 {\displaystyle [0,1]\subset \mathbb {R} }은 표준적인 위상이 주어진 단위 폐구간이다. 즉, 곱공간 {\displaystyle X\times [0,1]}에서 양 끝 {\displaystyle X\times \{0\},X\times \{1\}\subset X\times [0,1]}을 각각 하나의 점으로 동일화시킨 몫공간이다. 만약 연속함수 {\displaystyle f\colon X\to Y}가 존재한다면, 마찬가지로 자연스럽게 그 정의역과 공역의 현수들 사이의 연속함수
{\displaystyle \mathrm {S} f\colon \mathrm {S} X\to \mathrm {S} Y}
{\displaystyle \mathrm {S} f\colon (x,r)\in \mathrm {S} X\mapsto (f(x),r)\in \mathrm {S} Y}
가 존재한다. 이에 따라, 현수는 위상 공간들과 연속 함수들의 범주 {\displaystyle \operatorname {Top} }의 자기 함자
{\displaystyle \mathrm {S} \colon \operatorname {Top} \to \operatorname {Top} }
를 이룬다.

### 축소 현수
{\displaystyle (X,x_{0})}가 점을 가진 공간이라고 하자. 그 축소 현수 {\displaystyle \Sigma X}는 다음과 같은 몫공간이다.
{\displaystyle \Sigma X=X\wedge \mathbb {S} ^{1}=X\times \mathbb {S} ^{1}/(X\vee \mathbb {S} ^{1})=X\times [0,1]/(X\times \{0,1\}\cup \{x_{0}\}\times [0,1])}
여기서 {\displaystyle \wedge }는 분쇄곱이고, {\displaystyle \vee }는 쐐기합이며, {\displaystyle \mathbb {S} ^{1}}은 원이다. 점을 가진 공간의 축소 현수는 자연스러운 밑점 {\displaystyle X\vee \mathbb {S} ^{1}\subset \Sigma X}을 가진다.
현수와 마찬가지로, 밑점을 보존시키는 연속함수 {\displaystyle f\colon (X,x_{0})\to (Y,y_{0})}가 주어지면, 밑점을 보존시키는 연속함수
{\displaystyle \Sigma f\colon \Sigma X\to \Sigma Y}
가 존재한다. 이에 따라, 축소 현수는 점을 가진 공간들과 점을 보존시키는 연속 함수들의 범주 {\displaystyle \operatorname {Top} _{\bullet }}의 자기 함자
{\displaystyle \Sigma \colon \operatorname {Top} _{\bullet }\to \operatorname {Top} _{\bullet }}
를 이룬다. 이 함자의 왼쪽 수반 함자는 고리 공간 함자 {\displaystyle \Omega X}이다.

## 성질
CW 복합체 {\displaystyle X}의 경우, 현수와 축소 현수는 서로 호모토피 동치이다.
{\displaystyle \operatorname {S} X\simeq \Sigma X}
{\displaystyle X}가 점을 갖는 CW 복합체이며, {\displaystyle n}차 이하 호모토피 군이 자명하다고 하자. 그렇다면 함수
{\displaystyle X\to \Omega (\Sigma X)}
로 인하여, 호모토피 군의 준동형
{\displaystyle \pi _{\bullet }(X)\to \pi _{\bullet }(\Omega (\Sigma X))\cong \pi _{\bullet +1}(\Sigma X)}
이 존재한다. 프로이덴탈 현수 정리에 따르면, 이 준동형 사상은 {\displaystyle \bullet \leq 2n}일 경우는 동형이며, {\displaystyle \bullet =2n+1}일 경우는 전사이다.
프로이덴탈 현수 정리에 따라서, 만약 {\displaystyle X}가 n-연결 공간일 경우, {\displaystyle \Sigma ^{k}X}는 {\displaystyle (n+k)}-연결 공간이다. 이에 따라, 충분히 많은 현수를 취한다면, 프로이덴탈 현수 정리의 호모토피 군 준동형들이 동형이 된다. {\displaystyle X}의 {\displaystyle \bullet }차 안정 호모토피 군(영어: stable homotopy group)은 충분히 큰 {\displaystyle k}에 대한
{\displaystyle \pi _{\bullet +k}(\Sigma ^{k}X)}
이다.

## 예
{\displaystyle n}차원 초구의 현수는 {\displaystyle n+1}차원 초구와 위상 동형이며, 축소 현수는 이와 호모토피 동치이지만 위상 동형이 아니다.
{\displaystyle \Sigma \mathbb {S} ^{n}\simeq \mathrm {S} \mathbb {S} ^{n}\cong \mathbb {S} ^{n+1}}

## 역사
프로이덴탈 현수 정리는 1928년에 한스 프로이덴탈이 증명하였다.

## 같이 보기
- 고리 공간
- 안정 호모토피 이론